# Johann Adä
Johann Matthäus Adä (* 6. Februar 1814 in Geislingen an der Steige; † 6. August 1899 in Esslingen am Neckar) war ein deutscher Mediziner und Mitglied des Deutschen Reichstags.

## Leben
Adä besuchte die Lateinschule und erlernte vier Jahre lang die Pharmazie. Er studierte von 1832 bis 1834 an der Universität Tübingen und von 1834 bis 1837 an der Universität Heidelberg Medizin. In Tübingen wurde er Mitglied des Corps Alemannia, in Heidelberg des Corps Guestphalia. 1837 wurde er in Tübingen promoviert und machte in demselben Jahre in Stuttgart das Staatsexamen. Von 1838 bis 1853 war er als Stadtarzt in Möckmühl und von da an bis 1884 als Distriktsarzt in Neuenstadt und lebte danach in Esslingen als Privatmann.
Adä wurde am 2. August 1886 für den zum Reichsgerichtsrat beförderten Georg Friedrich von Lenz in den Reichstag gewählt, dessen Mitglied er bis 1890 für den Wahlkreis Württemberg 5 (Esslingen, Nürtingen, Kirchheim, Urach) und die Nationalliberale Partei, welche in Württemberg als Deutsche Partei auftrat, blieb.